# Mihail Kogălniceanu osztály
A Mihail Kogălniceanu osztály a Román Haditengerészet folyami őrhajókból álló hajóosztálya. A Smârdan osztályú őrhajók utódaként fejlesztették ki. Három egységet építettek 1993-tól a Saniterul Naval hajógyár szörényvári üzemében. A hajók fő működési területe a Duna. A hajók a Román Haditengerészet Folyami Flotillájának állományába tartoznak és a Brăilában állomásozó  67. ágyúnaszád századhoz vannak beosztva.
A hajók vízkiszorítása 550 tonna. A hajótest hossza 62 m, szélessége 7,6 m, merülés 1,7 m. 2 db dízelmotorral szerelték fel, amelyek egy-egy tengely, illetve az arra szerelt hajócsavart hajtanak meg.
Fő fegyverzetét kettő darab, páncélozott tornyokban elhelyezett 100 mm-es A 430 típusú ágyú alkotja, amely az M1977 mintájú román páncéltörő ágyún alapul. A hajót felszerelték emellett 2 db 23 mm-es gépágyúval, 2 db kétcsövű 14,5 mm géppuskával, valamint 2 db 40 indítócsöves 122 mm-es rakéta-sorozatvetővel. Légvédelmi fegyverzetét CA–94M légvédelmi rakéták alkotják, amely a Sztrela–2M jugoszláv licencváltozata.

## Egységek
A hajóosztály három megépített egységből áll, melyek közül mindegyik szolgálatban áll:
- Mihail Kogălniceanu (F–45), vízre bocsátva: 1993
- Ion C. Brătianu (F–46), vízre bocsátva: 1995
- Lascăr Catargiu (F–47), vízre bocsátva: 1998